# 阿方斯·路易·尼古拉斯·包瑞利
| 小行星99  | 1868年5月28日  |
| 小行星110 | 1870年4月19日  |
| 小行星117 | 1871年9月12日  |
| 小行星120 | 1872年4月10日  |
| 小行星146 | 1875年6月8日   |
| 小行星157 | 1875年12月1日  |
| 小行星171 | 1877年1月13日  |
| 小行星172 | 1877年2月5日   |
| 小行星173 | 1877年8月1日   |
| 小行星198 | 1879年6月13日  |
| 小行星233 | 1883年5月11日  |
| 小行星240 | 1884年8月27日  |
| 小行星246 | 1885年3月6日   |
| 小行星268 | 1887年6月8日   |
| 小行星308 | 1891年3月31日  |
| 小行星322 | 1891年11月27日 |
| 小行星369 | 1893年7月4日   |
| 小行星394 | 1894年11月19日 |

阿方斯·路易·尼古拉斯·包瑞利（法語：Alphonse Louis Nicolas Borrelly，1842年12月8日—1926年2月28日）是一名法國天文學家。他曾工作於馬賽，並且發現了19颗小行星和至少16颗彗星。周期彗星包瑞利彗星便是他发现的，而小行星1539包瑞利星就是爲了纪念他而以他的名字命名的。

## 外部連結
- （法文） Bosler, J. . Journal des Observateurs. 1926, 9 (169)  [2008-04-21]. （原始内容存档于2008-10-06）. Obituary